# Guasimal
Guasimal ist eine Stadt im Municipio Sancti Spíritus in der gleichnamigen zentralkubanischen Provinz Sancti Spíritus.
Die 1865 gegründete Stadt hat rund 5000 Einwohner, verteilt auf 84 km².
Am 4. November 2010 kam es in dieser Gegend zu einem Flugzeugabsturz des Flugs 883 der kubanischen Fluggesellschaft Aerocaribbean.